# Xian de Minqing
Le xian de Minqing (闽清县 ; pinyin : Mǐnqīng Xiàn) est un district administratif de la province du Fujian en Chine. Il est placé sous la juridiction de la ville-préfecture de Fuzhou.

## Démographie
La population du district était de 302 381 habitants en 1999.